# Vanessa Roth
Vanessa Roth é uma cineasta norte-americana. Como reconhecimento, venceu, no Oscar 2008, a categoria de Melhor Documentário em Curta-metragem por Freeheld.